# 1965 en Italie
Chronologie de l'Italie
- 1961
- 1962
- 1963
- 1964
- 1965
- 1966
- 1967
- 1968
- 1969

## Événements
- 29 janvier : le premier plan quinquennal d’harmonisation du développement économique présenté par  ministre du Budget Giovanni Pieraccini (it) est approuvé par le conseil des ministres[1].

- 5 mars : Aldo Moro remanie son gouvernement à la suite de l’élection de Giuseppe Saragat. Amintore Fanfani devient ministre des Affaires étrangères[2].

- 3-5 mai : conférence sur la guerre révolutionnaire organisé par l'institut Alberto Pollio réunit à l'Hôtel Parco dei Principi à Rome. Elle pose les bases de la future stratégie de la tension[3].
- 10 mai : les deux sœurs siamoises Giuseppina et Santina Foglia sont séparées à Turin par une opération difficile[4].

- 14 juillet : Felice Gimondi remporte le Tour de France pour sa première participation[5].

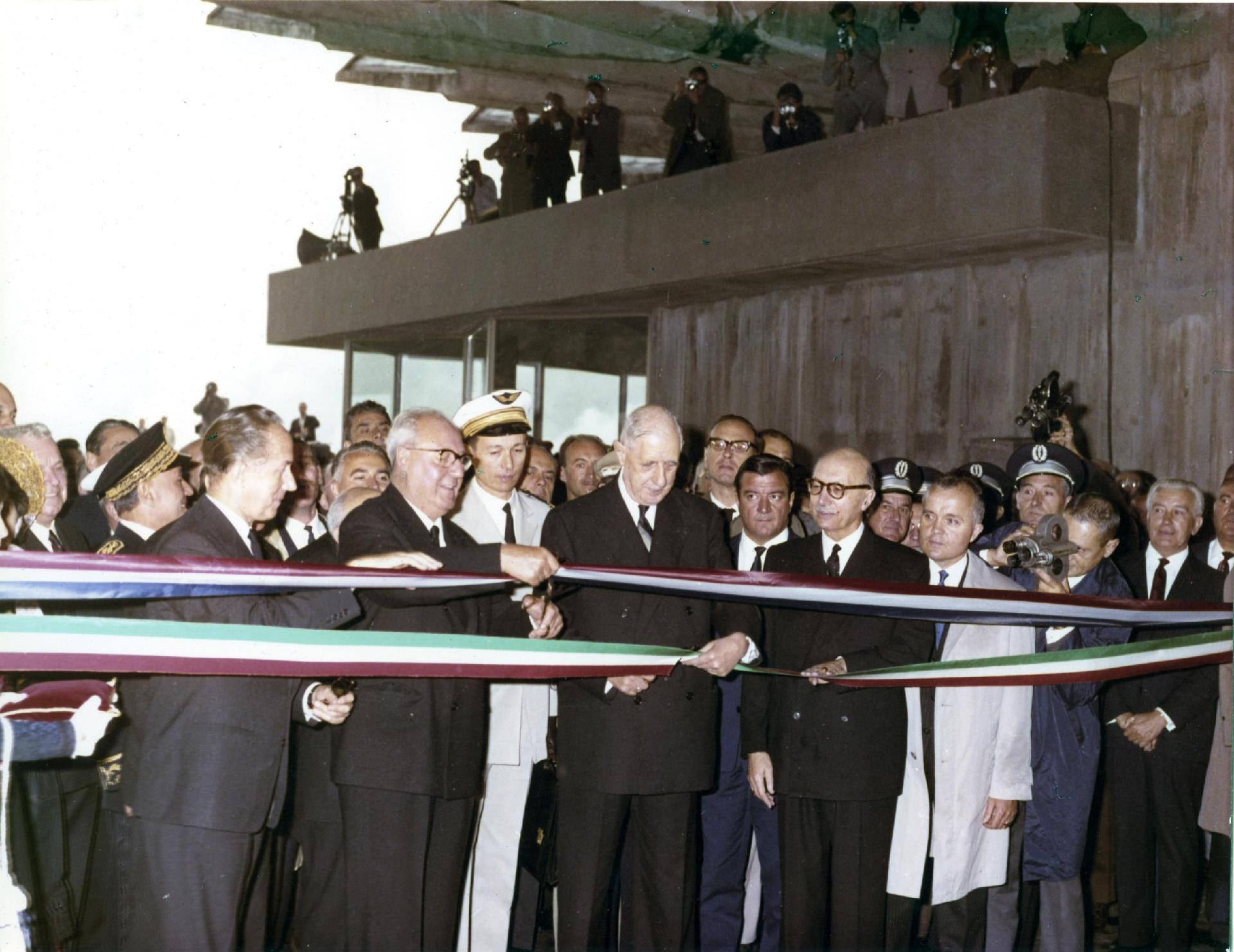
Inauguration du tunnel du Mont-Blanc.

- 16 juillet : inauguration du tunnel du Mont-Blanc par le président Giuseppe Saragat et le général de Gaulle[6].
- 25 juillet : le transatlantique italien Raffaello quitte Gênes pour son voyage inaugural[7].

- 26 août : deux carabiniers sont tués par des terroristes du Tyrol du Sud dans la caserne de Sesto[8].

- 10 - 14 novembre : XXXVIe congrès du parti socialiste italien. La majorité accepte la réunification avec le parti social-démocrate[9].
- 28 - 30 décembre[10] : fusion de Edison et de Montecatini pour former la société Montedison qui contrôle 80 % de la pétrochimie italienne.

## Économie et société
- Reprise de l’expansion économique. 49 % des familles possèdent un téléviseur et 55 % un réfrigérateur. On compte 4 670 000 automobiles privées. Abolition du métayage[11].

## Culture

### Cinéma
- 31 juillet : 10e cérémonie des David di Donatello.
- Box-office Italie 1965-1966.

#### Films italiens sortis en 1965
- 22 octobre : Giulietta degli spiriti (Juliette des esprits), film franco-germano-italien de Federico Fellini
- 18 décembre : Per qualche dollaro in più (Et pour quelques dollars de plus) film hispano-germano-italien de Sergio Leone
- 24 décembre : Le sedicenni, film de Luigi Petrini

#### Mostra de Venise
- Lion d'or pour le meilleur film : Sandra (Vaghe stelle dell'Orsa...) de Luchino Visconti
- Coupe Volpi pour la meilleure interprétation masculine : Toshirô Mifune pour Barberousse (Akahige) de Akira Kurosawa
- Coupe Volpi pour la meilleure interprétation féminine : Annie Girardot pour Trois chambres à Manhattan de Marcel Carné

### Littérature

#### Livres parus en 1965
- I grandi comici d'Alberto Bevilacqua (Rizzoli)
- L'Arte di amare : 12 racconti d'Alberto Bevilacqua (Sugar Editore)

#### Prix et récompenses
- Prix Strega : Paolo Volponi, La macchina mondiale (Garzanti)
- Prix Bagutta : Biagio Marin (it), Il non tempo del mare, (Mondadori)
- Prix Campiello : Mario Pomilio, La compromissione
- Prix Napoli : non décerné
- Prix Viareggio : Goffredo Parise, Il Padrone

## Naissances en 1965
- 29 avril : Angelo Alessio,  footballeur, puis entraîneur de football.
- 7 octobre : Marco Apicella, pilote automobile.
- 11 octobre : Nicola Zingaretti,  homme politique, président de la région Latium depuis 2013 et secrétaire du Parti démocrate depuis 2019.

## Décès en 1965
- 11 février : Mario Biazzi, 84 ans, peintre, connu notamment pour ses portraits dans le style du mouvement Scapigliatura tardif. (° 17 décembre 1880)
- 11 mars : Clemente Micara, 85 ans, cardinal, vicaire général de Rome (° 24 décembre 1879).
- 22 mars : Mario Bonnard, 75 ans, réalisateur, scénariste, acteur et producteur de cinéma. (° 24 décembre 1889)
- 29 mars : Anna Maria Ciccone, 72 ans, physicienne, professeur à l'Institut de physique de l'université de Pise, connue pour ses recherches dans le domaine de la spectroscopie. (° 29 août 1892)
- 30 mars : Maurilio Fossati, 88 ans, cardinal, archevêque de Turin (° 24 mai 1876).
- 20 octobre : Corrado Govoni, 80 ans, écrivain et poète. (° 29 octobre 1884)
- 10 novembre : Aldo Nadi, 66 ans, escrimeur, triple champion olympique (fleuret par équipe, épée par équipe et sabre par équipe) aux Jeux olympiques de 1920 à Anvers. (° 29 avril 1899)